# Горбата черепаха
Горбата черепаха (Graptemys) — рід черепах з родини Прісноводні черепахи родини Прихованошийні черепахи. Має 13 видів. Інша назва «мапова черепаха».

## Опис
Загальна довжина коливається від 20 до 30 см. Спостерігається статевий диморфізм: самиці більші за самців. При цьому дорослі самці мають набагато більш довгі кігті. Голова широка, щелепи сплощені. Панцир дахоподібний із зубчатим гребінцем уздовж хребта.
Шкіра зеленувато—чорна, яка вкрита лініями від яскраво—жовтого до помаранчевого забарвлення. Колір карапаксу коливається від оливково—зеленого до темно—коричневого. Пластрон яскраво—жовтий.

## Спосіб життя
Полюбляють річки та струмки. Більшу частину життя проводять у водоймах із щільною рослинністю. Іноді виповзають на берег, де гріються на каміннях. Харчуються дрібними ссавцями, рибою, равликами, комахами, рослинами.
Навесні самиці відкладають до 4 яєць. За сезон буває до 4 кладок.
Місцеві мешканці вживають цих черепах у їжу.
Тривалість життя до 60 років.

## Розповсюдження
Мешкають у Північній Америці.

## Види
- Graptemys barbouri
- Graptemys caglei
- Graptemys ernsti
- Graptemys flavimaculata
- Graptemys geographica
- Graptemys gibbonsi
- Graptemys nigrinoda
- Graptemys oculifera
- Graptemys ouachitensis
- Graptemys pearlensis
- Graptemys pseudogeographica
- Graptemys pulchra
- Graptemys versa